# Souselo
Souselo is een plaats (freguesia) in de Portugese gemeente Cinfães en telt 3 407 inwoners (2001).